# Лето в Бадене
«Лето в Ба́дене» — документальная повесть (роман) Леонида Цыпкина, в которой прихотливо переплетены рассказ о путешествии Фёдора Михайловича Достоевского и его супруги Анны Григорьевны из Петербурга в Германию в 1867 году с размышлениями автора, путешествующего сто лет спустя из Москвы в Ленинград.
Своеобразный стиль повести, построенный на использовании длинных (на целую страницу, а то и главу) предложений, отмечен влиянием модернистской техники потока сознания. В книге всего 11 абзацев и 34 точки.

## История публикации
Повесть создавалась в 1977—1981 годах. Леонид Цыпкин, сотрудник медицинского института, не был профессиональным писателем и никогда не предпринимал попыток «протащить» свои сочинения через советскую цензуру. В начале 1981 года его друг Азарий Мессерер привёз рукопись романа в Нью-Йорк и передал её редакции «Новой газеты». Редакторы эмигрантского издания, Евгений Рубин и Сергей Довлатов, оценив мастерство Цыпкина, приступили в публикации романа 13 марта 1982 года. Через 2 дня отказник Цыпкин был уволен из института и ещё через 5 дней умер.
Дальнейшая судьба романа «Лето в Бадене» необычна. После газетной публикации на русском языке он был замечен издателем Львом Ройтманом и переведён на немецкий (книжное издание — Мюнхен, 1983) и вскоре на английский язык (книжное издание — Лондон, 1987). Много лет спустя в букинистическом магазине английское издание романа попалось на глаза кумиру американской интеллигенции Сьюзен Зонтаг, которая опубликовала о нём большую статью в журнале «Нью-Йоркер» (2001), назвав его «последним шедевром русской литературы». Книга Цыпкина навела Зонтаг на размышления о том, почему именно антисемит Достоевский пользуется такой любовью евреев. Она способствовала переизданию «Лета в Бадене» в солидном американском издательстве «New Directions» с собственным предисловием (2001 и 2003), в котором сравнивала роман с лучшими образцами мировой прозы XX века.
После рекомендации Зонтаг книга была переведена на более полутора десятков языков (в том числе испанский, французский, нидерландский, румынский, финский, норвежский, шведский, португальский, датский, китайский, чешский, турецкий, хорватский, итальянский, венгерский, японский, иврит, малаялам, греческий, фарси, эстонский и латышский). Впоследствии переиздавалась (в различных переводах) в Великобритании, США, Франции и Германии. Таким образом, это одно из немногих произведений позднесоветской литературы, получивших международное признание и вписанных в мировой литературный процесс.

## Оценки
В предисловии к переводу «Лета в Бадене» на английский язык Сьюзен Зонтаг писала: «Этот роман я, ничуть не усомнившись, включила бы в число самых выдающихся, возвышенных и оригинальных достижений века, полного литературы и литературности — в самом широком смысле этого определения». Иосиф Бродский счёл книгу Цыпкина «первоклассной». Респектабельные издания вроде The New York Times встретили американское издание романа восторженными отзывами. По наблюдению Джеймса Элкинса, использование джойсовской техники нескончаемого предложения адекватно передаёт «раздражённое, повреждённое, маниакальное, отчаянное, агрессивное» состояние души Достоевского, проигравшегося в пух и прах в Баден-Бадене.
Отзывы российских рецензентов на книгу были более сдержанными. Так, Михаил Эдельштейн в журнале «Знамя» сетовал, что представления автора повести о «православии, антисемитизме, религиозной философии, да и вообще о русском XIX веке не выходят за рамки общеинтеллигентских штампов», а его произведение «содержит все непременные ингредиенты русского мифа: Достоевский как полномочный представитель загадочной русской души, гипертрофированный еврейский вопрос, Сахаров и Солженицын». Маргарита Меклина увидела параллель произведению Цыпкина в повести-расследовании, разоблачающей Чернышевского, из набоковского романа «Дар».

## Образ Достоевского в повести
Достоевист Карен Степанян видит в повести Цыпкина «пример того, что было бы, если б персонаж Достоевского решил написать о своем создателе». По мнению литературоведа, «виртуозно выстраивая свои стремительные, задыхающиеся, напряженно-вибрирующие многостраничные фразы-периоды», автор рисует портрет Достоевского как «человека закомплексованного, невзрачного, постоянно внутренне униженного и унижаемого и потому мечтающего унизить окружающих». Лирическому герою Цыпкина не даёт покоя отношение Достоевского к еврейскому вопросу:

Как этот «человек, столь чувствительный в своих романах к страданиям людей, этот ревностный защитник униженных и оскорбленных <…> не нашел ни одного слова в защиту или в оправдание людей, гонимых в течение нескольких тысяч лет — неужели он был столь слеп? или, может быть, ослеплен ненавистью? — евреев он даже не называл народом, а именовал племенем, словно это были какие-то дикари с Полинезийских островов...»

## Публикации
- Лето в Бадене: роман. Москва: МХТ, 1999.
- Лето в Бадене (с эссе Сюзан Зонтаг «Любить Достоевского» в качестве предисловия и послесловием Андрея Устинова). Москва: Новое литературное обозрение, 2003.
- «Лето в Бадене» и другие сочинения (с предисловием Михаила Цыпкина и эссе Сюзан Зонтаг «Любить Достоевского» в качестве послесловия). Москва: Новое литературное обозрение, 2005.
- Лето в Бадене: Роман. Вступительная статья Сюзан Зонтаг; 3-е изд. — М.: Новое литературное обозрение, 2013.
- Лето в Бадене и другие сочинения: роман, повести, рассказы. Предисловие М. Цыпкина; послесловие С. Зонтаг; 2-е изд., испр. и доп. — М.: Новое литературное обозрение, 2021. — 672 с.

- Sommer in Baden-Baden (немецкий язык). Roitman: Мюнхен, 1983.
- Summer in Baden Baden: from the life of Dostoevsky (английский язык). Quartet Books Ltd: Лондон, 1987.
- Summer in Baden-Baden (шрифтом Брайля, в 3-х тт. braille abrégé , 4-х тт. braille intégral), 1987.
- Summer in Baden Baden (английский язык). Quartet Books Ltd: Лондон, 1990.
- Summer in Baden-Baden (английский язык). New Directions Publishing Corporation: Нью-Йорк, 2001.
- Zomer in Baden-Baden (фламандский язык). Аудиокнига (6 кассет), Брюссель, 2002.
- Summer in Baden-Baden (английский язык). New Directions Publishing Corporation: Нью-Йорк, 2003.
- Un été à Baden-Baden (французский язык). Christian Bourgois: Париж, 2003.
- Καλοκαίρι στο Μπάντεν-Μπάντεν (Kalokairi sto Mpanten-Mpanten; греческий язык). Μεταίχμιο (Metaichmio): Афины, 2003.
- Verão em Baden-Baden (португальский язык). Companhia das Letras: Сан-Паулу, 2003.
- Estate a Baden-Baden (итальянский язык). Rizzoli: Милан, 2003.
- Verão em Baden-Baden (португальский язык). Gótica: Miraflores (Лиссабон), 2003.
- Kesä Baden-Badenissa (финский язык). Tammi: Хельсинки, 2004.
- קיץ בבאדן באדן (иврит). מחברות לספרות (махабарот лесифрут): Ор Йехуда, 2004.
- Verano En Baden-Baden (испанский язык). Editorial Seix Barral: Барселона, 2005.
- Verano En Baden-Baden (испанский язык) Planeta Publishing Corporation: Майами, 2005.
- Un été à Baden-Baden (французский язык). Points (Seuil): Париж, 2005.
- Summer In Baden Baden (английский язык). Hamish Hamilton: Лондон, 2005.
- Zomer in Baden-Baden (нидерландский язык). De Bezige Bij: Амстердам, 2005.
- Sommaren i Baden-Baden (шведский язык). Norstedts Förlag: Стокгольм, 2005.
- Suvi Baden-Badenis (эстонский язык). Punane Raamat: Таллин, 2005.
- Ein Sommer in Baden-Baden (немецкий язык). Büchergilde Gutenberg: Франкфурт-на-Майне, 2006.
- Sommer i Baden-Baden (норвежский язык). Utgivelsesår: Осло, 2006.
- Ein Sommer in Baden-Baden (немецкий язык). Berlin Verlag: Берлин, 2006.
- Summer in Baden-Baden (английский язык). Penguin Books: Лондон, 2006.
- Un été à Baden-Baden (шрифтом Брайля, в 3-х тт.). Париж, 2006.
- Ein Sommer in Baden-Baden (немецкий язык). Berliner Taschenbuch: Берлин, 2007.
- 巴登夏日 (Badeng xia ri; китайский язык). 南海出版公司 (Hainan chu ban she): Пекин, 2007.
- O vară la Baden-Baden (румынский язык). Humanitas: Бухарест, 2007.
- Baden Baden'de Yaz (турецкий язык). Yapı Kredi Yayınları: Стамбул, 2007.
- Ljeto u Baden-Badenu (хорватский язык). Naklada LJEVAK: Загреб, 2007.
- En sommer i Baden-Baden (датский язык). Batzer & Co.: Копенгаген, 2007.
- Ein Sommer in Baden Baden (аудиокнига, немецкий язык). Hörkultur Medien: Цюрих, 2008.
- バーデン・バーデンの夏 (Bāden bāden no natsu, японский язык). Синтёся: Токио, 2008.
- کتاب تابستان در بادن بادن (персидский язык). Tandis: Тегеран, 2008.
- ബേദൻ ബേദനിലെ ഗ്രീഷ്മകാലത്ത് (Bedan Bedanile Greeshmakalathu, малаялам). Green Books: Тируванантапурам, 2010.
- Nyár badenben (венгерский язык). Kiadó: Будапешт, 2012.
- Lato w Baden (польский язык). Fundacja Zeszytów Literackich: Варшава, 2015.
- Léto v Baden-Badenu (чешский язык). Prostor: Прага, 2015.
- Ամառը Բադենում (армянский язык). Антарес: Ереван, 2015 и 2016.
- کتاب تابستان در بادن بادن (персидский язык). کتاب نشر نیکا: Тегеран, 2017.
- صيف في بادن. (арабский язык). الهيئة المصرية العامة للكتاب: Каир, 2018.